# Erasmus Gower
Sir Erasmus Gower, né le 3 décembre 1742 à Cilgerran au Pays de Galles et mort à Hambledon en Angleterre le 21 juin 1814, est un officier de marine et gouverneur colonial britannique.
Il sert dans sur divers vaisseau de la Royal Navy aux îles Malouines, dans les Caraïbes, en mer Méditerranée, en Orient et à Terre-Neuve jusqu'en 1792. À cette date, il commande sur le HMS Lion l'expédition qui conduit l'ambassade de George Macartney en Chine. À son retour, il commande plusieurs navires dont le HMS Neptune avant d'être promu contre-amiral de l'escadre blanche en février 1799.
En 1804, il est promu vice-amiral de l'escadre blanche et nommé gouverneur de Terre-Neuve.